# Misura logaritmicamente concava
In matematica, una misura di Borel μ in uno spazio euclideo n-dimensionale Rn è detta logaritmicamente concava se, dati due qualunque sottoinsiemi compatti A e B di Rn e dato λ tale che {\displaystyle 0<\lambda <1}, si ha
{\displaystyle \mu (\lambda A+(1-\lambda )B)\geq \mu (A)^{\lambda }\mu (B)^{1-\lambda },}
in cui λ A + (1 − λ) B denota la somma di Minkowski di λ A e (1 − λ) B.

## Esempi
La disuguaglianza di Brunn-Minkowski asserisce che la misura di Lebesgue è logaritmicamente concava. La restrizione della misura di Lebesgue ad ogni insieme convesso è anche logaritmicamente concava.
Da un teorema di Borell, si ha che una misura è logaritmicamente concava se e solo se essa ha una densità rispetto alla misura di Lebesgue su un iperpiano affine e questa densità è una funzione logaritmicamente concava. Dunque, ogni misura gaussiana è logaritmicamente concava.
La disuguaglianza di Prékopa-Leindler mostra che la convoluzione di misure logaritmicamente concave è logaritmicamente concava.